# L'Art du mensonge politique
 (février 2016).
Si vous disposez d'ouvrages ou d'articles de référence ou si vous connaissez des sites web de qualité traitant du thème abordé ici, merci de compléter l'article en donnant les références utiles à sa vérifiabilité et en les liant à la section « Notes et références ».
L'Art du mensonge politique est un pamphlet et traité de politique (satirique) de John Arbuthnot, mais attribué à Jonathan Swift, publié en 1712 sous le titre Proposals for printing a very curious discourse : intitled Ψευδολογια Πολιτικη, or, a Treatise of the art of political lying, London, John Morphew, 1712 (présentation en ligne).
En 1733 est publié à Amsterdam en traduction française, sous la signature de Jonathan Swift, un Art du mensonge politique. Il ne s'agit pas vraiment d'un livre à part entière mais de l'ouverture d'une souscription pour plusieurs volumes à paraître.

## Résumé de l'œuvre
Le premier volume de l'œuvre comprend onze chapitres. Dans le premier, l'auteur « raisonne sur la nature de l'âme ». Pour lui, le mensonge vient du fait que l'âme possède non seulement un côté « plat » qui restitue les choses telles qu'elles sont, mais aussi un côté « cylindrique », qui déforme les faits.
Dans le second chapitre, l'auteur définit le mensonge en politique comme « L'art de convaincre le peuple » et « l'art de lui faire croire des faussetés salutaires et cela pour quelque bonne fin ».
Dans un troisième chapitre, il montre que le mensonge en politique est non seulement permis, mais aussi licite.
Dans un quatrième temps, l'auteur explique que le gouvernement ou le corps politique dans son ensemble n'a pas l'exclusivité du mensonge, puisque le peuple peut aussi l'utiliser pour combattre ses représentants (notamment par l'invention de fausses rumeurs, visant à nuire à la réputation d'un homme politique).
Le cinquième chapitre définit une typologie des différents mensonges : le mensonge de « calomnie » (qui a pour objet la diffamation), le mensonge « d'addition » (qui a pour but de prêter à un individu des actions bénéfiques dont il n'est pas l'auteur), et enfin, le mensonge de « translation » (prêter ses actions à un autre que soi).
Dans le sixième chapitre, l'auteur opère une distinction entre deux types de mensonge : le mensonge « qui sert à épouvanter » et « celui qui anime et encourage », puis il précise que les mensonges doivent non seulement faire preuve de vraisemblance, mais aussi varier (il ne faut pas toujours utiliser les mêmes).
Dans le septième chapitre, l'auteur cherche à savoir lequel des deux partis politiques de l'époque (les Tories et les Whigs) sont les meilleurs dans le domaine du mensonge politique. Il conclut que les deux sont aussi doués, et qu'il existe en particulier quelques génies remarquables dans les deux camps, dont il exalte les talents dans le chapitre suivant. Dans ce même chapitre, l'auteur décrit non sans ironie son projet d'organiser une société qui rassemblerait différents corps de menteurs, sorte de lobby qui aurait pour but de divulguer exclusivement de fausses informations.
Le neuvième chapitre traite de la durée et de la célérité des mensonges (complété de conseils sur les moyens à employer pour qu'un mensonge soit divulgué rapidement mais retombe vite, ou qu'il pénètre au contraire doucement mais longtemps).
Dans le dixième chapitre, l'auteur traite des marques caractéristiques du mensonge, et affirme qu'il est capable de reconnaitre par sa forme même l'auteur du mensonge. Enfin, le dernier chapitre cherche à savoir s'il vaut mieux combattre un mensonge par la véracité ou par un autre mensonge. L'auteur conclut qu'il vaut mieux employer la seconde méthode.
Parmi les nombreux conseils donnés par l'Auteur en matière de mensonges politiques, les principaux sont :
- soustraire les mensonges à toute vérification possible ;
- ne pas outrepasser les bornes du vraisemblable ;
- faire varier les illusions à l'infini ;
- instituer une véritable 'sociétés des menteurs' pour rationaliser la production de mensonges politiques.

## Citations
- « Il n'y a point d'homme qui débite et répande un mensonge avec autant de grâce que celui qui le croit ».
- « Un mensonge d'épreuve est comme une première charge qu'on met dans une pièce d'artillerie pour l'essayer; c'est un mensonge qu'on lâche à propos, pour sonder la crédulité de ceux à qui on la débite ».
- « Le moyen le plus propre et le plus efficace pour détruire un mensonge est de lui opposer un autre mensonge ».
- « Le mensonge vole et la vérité ne le suit qu’en boitant, de sorte que, lorsque les hommes sont détrompés, il est trop tard ; la farce est finie et la fable a fait son effet[2]. »